# Pfarrkirche Goldwörth

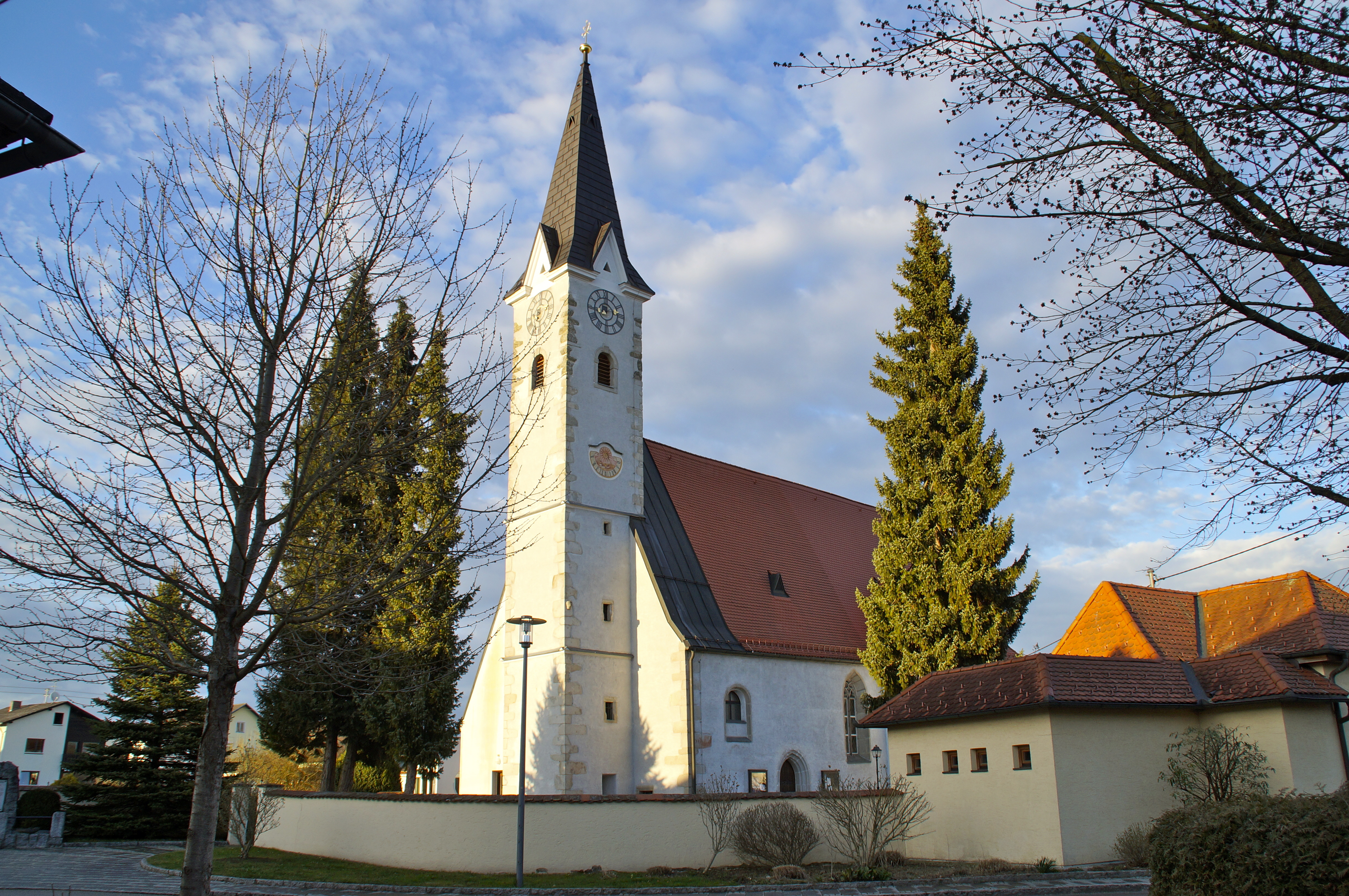
Katholische Pfarrkirche hl. Albanus in Goldwörth

Die römisch-katholische Pfarrkirche Goldwörth steht in der Gemeinde Goldwörth im Bezirk Urfahr-Umgebung im Mühlviertel in Oberösterreich. Die dem Patrozinium des hl. Alban unterstellte Pfarrkirche gehört zum Dekanat Ottensheim in der Diözese Linz. Die Kirche steht unter Denkmalschutz (Listeneintrag).

## Geschichte
Wahrscheinlich bestand bereits im 11. Jahrhundert eine Holzkirche, urkundlich erst 1321 genannt, und wahrscheinlich an einer anderen Stelle erbaut, eventuell im sogenannten Kirchhof östlich von Rutzingerdorf, also südlich neben Goldwörth. Die heutige Kirche wurde 1407 als Albanuskirche genannt, urkundlich 1457 als Filiale der Pfarrkirche Feldkirchen an der Donau. 1783/1794 wurde Goldwörth zur Pfarre erhoben und dem Stift Sankt Florian inkorporiert.
Die gotische Kirche wurde unter Verwendung älterer Außenmauern im ersten Drittel des 16. Jahrhunderts erbaut. Die barocke Flachdecke im Langhaus und die Aufzonung des Turmes erfolgte im 18. Jahrhundert. Das Turmdach ist aus 1925. Der Sakristeiumbau und -aufstockung war 1955, der Treppenhausvorbau an der Westfront und am Turm 1961. 1886 war eine Renovierung, Restaurierung erfolgten in den 1970er Jahren und außen 1980 und innen 1994. Im Jahr 2014 wurde der Innenraum neu gestaltet.

## Architektur
Die kleine in Kern wohl romanische und daher strebepfeilerlose gotische Kirche ist ringförmig von einem Friedhof mit einer Umfassungsmauer umgeben.
Das Kirchenäußere zeigt einen an den Kanten teils verstäbten umlaufenden gotischen Sockel. Die Kirche hat spätgotische Spitzbogenfenster und Segment- bzw. Rundbogenfenster im Westen. Südseitig im Langhaus befindet sich ein spätgotisches Spitzbogenportal mit im Scheitel verstäbten Birnstäben, wobei nach Auffindung des Scheitelsteines 1980 dieser wieder eingebaut wurde. Die Ecksteine der südwestlichen Langhausecke zeigen von unten nach oben 1519, 1520 mit Sonnenuhr, und 1524. Der Chor hat zwischen den zweibahnigen spätgotischen spitz- und rundbogigen Maßwerkfenstern ein Kaffgesims. Nordseitig hat der Chor ein spätgotisches Schulterbogenportal in einem durchgestäbten Rechteckrahmen mit einem quadratischen Raster aus dem ersten Drittel des 16. Jahrhunderts. Die Kirche trägt ein einheitliches über dem Chor abgewalmtes steiles Satteldach mit einem stehenden Dachstuhl. Im südlichen Chorwinkel steht die zweigeschoßige Sakristei. Der spätgotische dreizonige Westturm zeigt an den Ecken verstäbte Gesimse und kleine spätgotische gefaste Fenster, die rundbogigen Schallfenster und das Traufgesims sind barock, über den Zifferblättern der Uhr sind Giebel aus 1925, der Turm trägt ein steiles Pyramidendach. Der Turm zeigt an der Südwestecke einen Steinkopf, wohl romanisch aus dem 13. Jahrhundert. Das nördlich am Turm stehende Treppenhausvorbau 1961 verwendet sekundär spätgotische Querrechteckfenster aus dem Langhaus.
Das Kircheninnere zeigt ein breites niedriges Langhaus unter einer Flachdecke. Die tiefe Westempore steht auf barocken toskanischen Säulen, die Brüstung ist aus 1958/1959, auf der Empore gibt es ein verstäbtes spätgotisches Schulterbogenportal zum Turm um 1520/1530. Der breite spätgotische Triumphbogen hat einen gekehlten Bogen. Der eingezogene zweijochige Chor mit einem Fünfachtelschluss in fast gleicher Länge wie das Langhaus hat ein Stichkappentonnengewölbe mit spätgotischen bogenförmigen Rippenformationen, das Rippennetz aus geraden und gebogenen Birnstabrippen ruht auf Runddiensten, der Scheitel zeigt sich mit sphärischen Rauten, im südlichen Polygon befindet sich eine segmentbogige spätgotische Sitznische. Das Turmerdgeschoß hat ein Tonnengewölbe.

## Einrichtung
Die bemerkenswerte neogotische Einrichtung schuf die Werkstätte von Josef Kepplinger von 1889 bis 1903, hierzu ist deutlich die Fortsetzung der Tradition Kepplingers durch den Bildhauer Simon Raweder erkennbar, die Gesamtwirkung zeigt sich farbig gefassten figürlichen Teilen und Aufbauten in gebeiztem Holz.
Der Hochaltar aus 1889 ist ein Nischenaltar mit einer erhöhten Mitte und Maßwerkdekor sowie fialenbekröntem Gesprenge, die Predella zeigt die Reliefs Mannalese und Opfer des Melchisedech, im Hauptgeschoß mittig die Figur hl. Albanus umgeben von Reliefs mit Darstellungen seiner Vita, seitlich Figuren der Heiligen Josef und Katharina, im Gesprenge ein Gnadenstuhl. Der Tabernakel hat einen zweistöckigen fialenbekrönten Aufbau flankiert von Engelsfiguren unter Baldachinen, die dreipassförmige Tabernakeltür zeigt das Relief Pelikan, darüber befindet sich ein Kruzifix. Der Altartisch zeigt die Reliefs Speisung des Elias durch den Engel, die Eherne Schlange und die Opferung Isaaks.
Die Orgel baute Paul Heer 1957. Die Turmuhr entstand 1894. Eine gotische Glocke aus dem Anfang des 14. Jahrhunderts nennt die Namen der Evangelisten in gotischen Majuskeln als älteste Inschrift im Bezirk Urfahr.